# Góry Wysockie

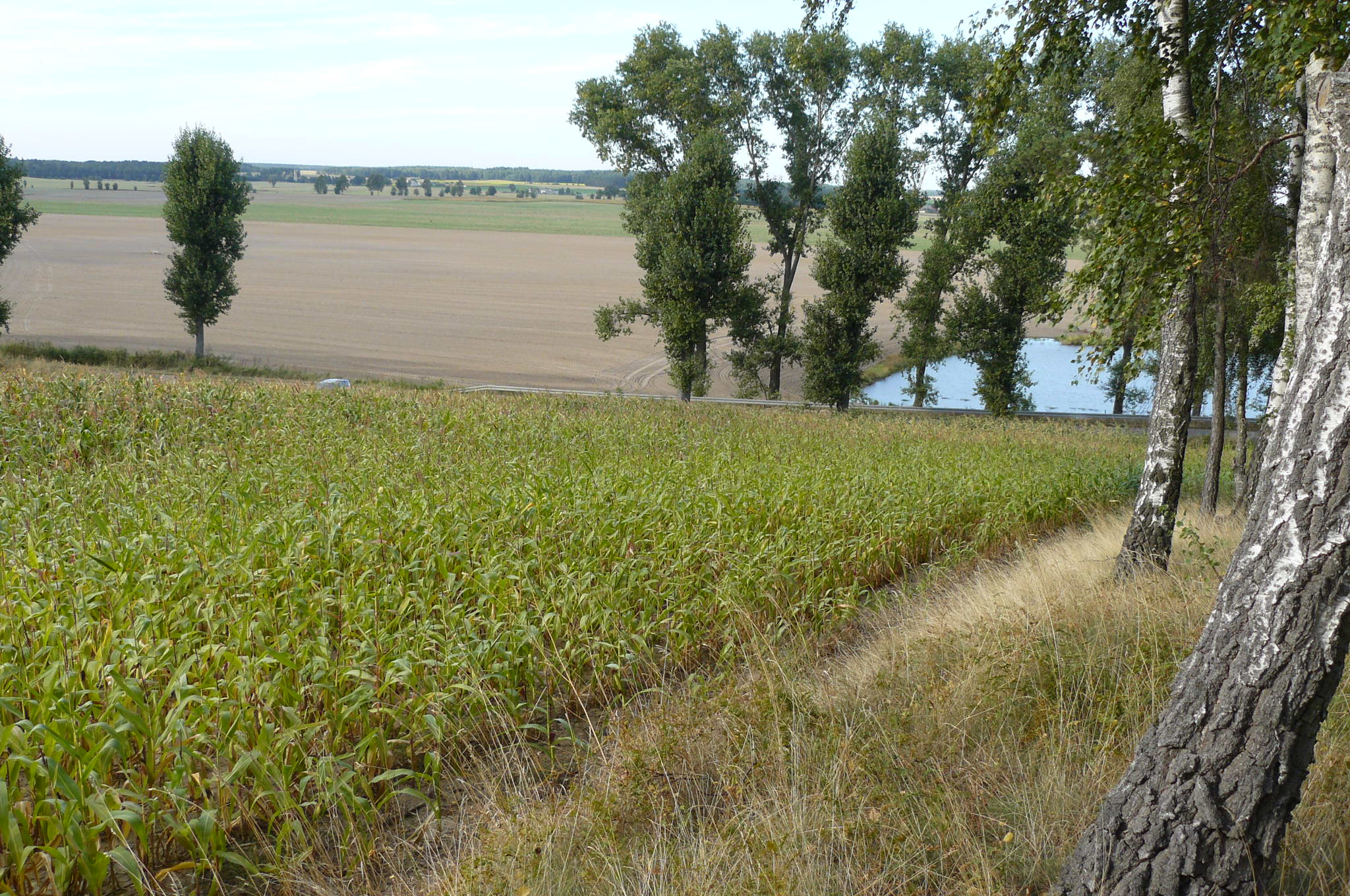
Widok z Gór Wysockich ku północy

Góry Wysockie (także: Wysokie) - pasmo wzgórz morenowych zlokalizowanych około kilometr na zachód od Wysokiej (w dużej części w granicach administracyjnych miasta).
Kulminacją wzgórz jest Góra Wysoka (157 m n.p.m.) znajdująca się w granicach administracyjnych Wysokiej. Wzniesienia są w większości zalesione. Odwadniane przez dopływy Radacznicy.
Na szczycie wzgórz ustawiono pomnik ku czci 19 zamordowanych w październiku 1939 mieszkańców Wysokiej (ciała ekshumowano i przeniesiono do Wysokiej w 1945). W 1946 ustawiono tu krzyż z kamienia upamiętniający zbrodnię. Odsłonięcia obecnego pomnika w formie obelisku dokonano 22 lipca 1967, w ówczesne święto narodowe. Pomnik stoi na potrójnym postumencie. Umieszczona na nim tablica pamiątkowa głosi: Miejsce męczeństwa mieszkańców miasta i okolicy Wysoka. Tu zginęło z rąk oprawców hitlerowskich w październiku 1939 r. 19 obywateli polskich.
Południowym stokiem wzgórz przebiega gminna droga z Wysokiej do Rudnej. Mimo istnienia pomnika, w masywie brak znakowanych szlaków turystycznych.